# O Mais Honorável
O prefixo O Mais Honorável (em inglês: The Most Honourable) é um título honorífico atribuído a nomes de marqueses no Reino Unido. Duques recebem o prefixo O Mais Nobre ou Sua Graça (em inglês, His Grace). Nobres abaixo do título de marquesado, recebem o título O Muito Honorável. 
Algumas entidades corporativas também usam o prefixo, por exemplo: "O Mais Honorável de Sua Majestade o Conselho Privado".
Governadores-Gerais da Jamaica, bem como suas esposas, ao receberem a Ordem da Nação também ganham o prefixo. Antigos, presentes e futuros primeiros-ministros da Jamaica e suas esposas também o ganham ao receberem a Ordem da Jamaica.